# Neorutenbergia usagarae
Neorutenbergia usagarae là một loài Rêu trong họ Rutenbergiaceae. Loài này được (Dixon) Bizot & Pocs miêu tả khoa học đầu tiên năm 1974.